# Mikel Gaztañaga
Mikel Gaztañaga Etxeberria (Itsasondo, 30 december 1979) is een Spaans voormalig wielrenner.

## Belangrijkste overwinningen
2002
- 2e etappe Deel A Rutas del Vino

2003
- 3e etappe Vuelta Ciclista a Navarra
- 7e etappe Circuito Montañés
- 3e etappe Vuelta a Toledo
- 2e etappe Vuelta a Palencia

2005
- 1e NK Baan, ploegenkoers

2006
- Ronde van de Vendée
- 3e etappe Ronde van Madrid
- Circuito de Getxo

2007
- Ronde van de Vendée

2008
- Classic Loire-Atlantique

## Resultaten in voornaamste wedstrijden
| Jaar | Ronde van Italië | Ronde van Frankrijk | Ronde van Spanje |
| ---- | ---------------- | ------------------- | ---------------- |
| 2007 |                  |                     |                  |
| 2008 |                  |                     |                  |
| 2009 |                  |                     | opgave           |

| Jaar | Parijs-Roubaix | Parijs-Brussel |
| ---- | -------------- | -------------- |
| 2007 |                | 63e            |
| 2008 | 111e           | 19e            |
| 2009 |                |                |